# Zwartwitte grassluiper
De zwartwitte grassluiper (Amytornis woodwardi) is een zangvogel uit de familie Maluridae (elfjes). Deze vogel is genoemd naar de Australische natuuronderzoeker Bernard henry Woodward (1846-1916).

## Verspreiding en leefgebied
Deze soort is endemisch in Australië in het uiterste noorden van het Noordelijk Territorium.

## Status
De grootte van de populatie is in 2021 geschat op 1100 volwassen vogels. De aantallen van deze toch al kleine populatie nemen af door de vele natuurbranden. Op de Rode lijst van de IUCN heeft deze soort daarom de status bedreigd.